# 17607 Táborsko
(17607) Táborsko, denumire internațională (17607) Taborsko, este un asteroid din centura principală de asteroizi.

## Descriere
17607 Táborsko este un asteroid din centura principală de asteroizi. A fost descoperit pe 2 octombrie 1995 la Observatorul Kleť de Miloš Tichý și Zdeněk Moravec
. Asteroidul prezintă o orbită caracterizată de o semiaxă mare de 2,91 ua, o excentricitate de 0,02 și o înclinație de 0,9° în raport cu ecliptica.